# Johann Heinrich von Gysenberg

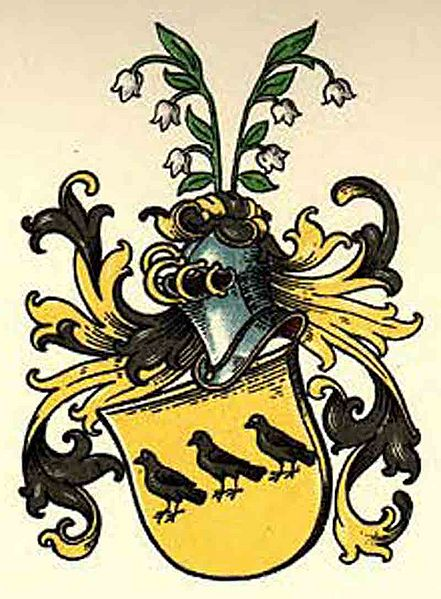
Wappen der Adelsfamilie von Gysenberg

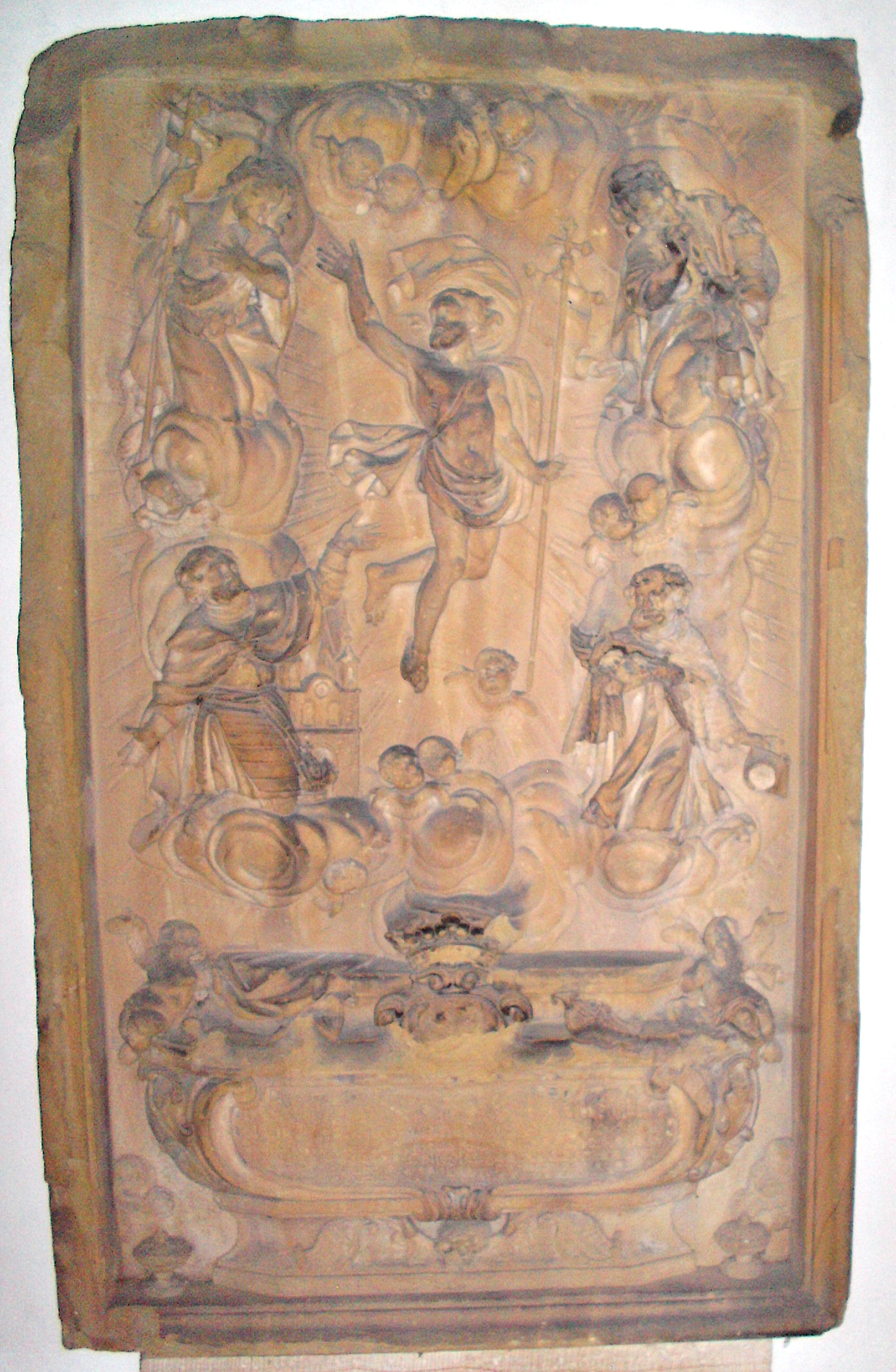
Epitaph Johann Heinrichs von Gysenberg, im Speyerer Dom

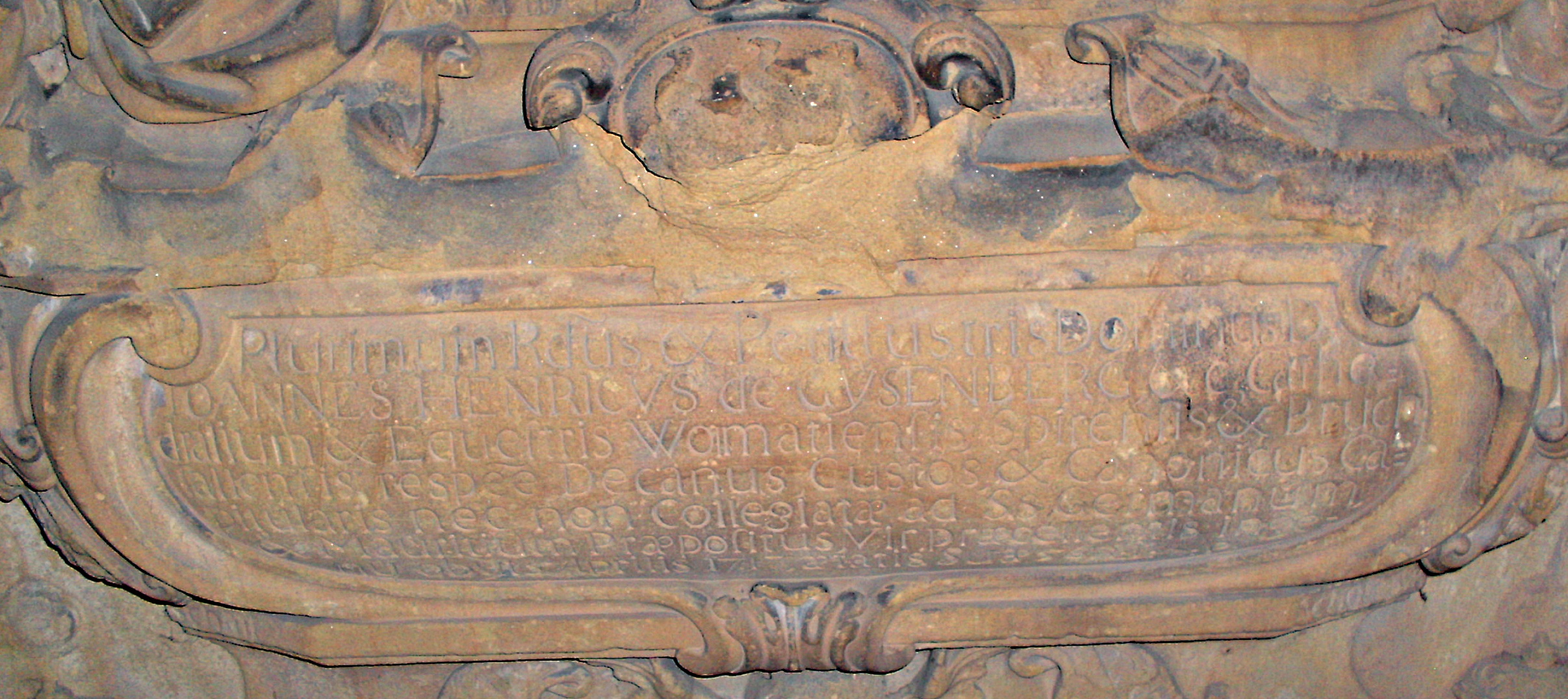
Inschriftkartusche vom Epitaph, darüber das etwas beschädigte Familienwappen, mit den drei Vögeln

Johann Heinrich von Gysenberg († 5. April 1717 in Speyer) war ein Domherr in Speyer und Worms, dessen Epitaph sich im Speyerer Dom erhalten hat.

## Leben
Johann Heinrich von Gysenberg entstammte dem rheinisch-westfälischen Freiherrengeschlecht von Gysenberg, das zu den Lehnsleuten des Kölner Fürsterzbischofs gehörte.
Seit 1677 wirkte Johann Heinrich von Gysenberg als Domkapitular, von 1711 bis zu seinem Tode auch als Domdekan in Speyer, war jedoch kein Priester, sondern hatte nur die niederen Weihen empfangen, was eigentlich gegen die Satzungen des Domkapitels verstieß.
Der Adelige wurde im Speyerer Dom beigesetzt, wo sich im Langhaus sein qualitatives Barockepitaph mit einer Auferstehungsszene erhalten hat. Laut diesem Denkstein war Johann Heinrich von Gysenberg auch Domdekan und Domkustos in Worms, Kustos des Speyerer Domes, Dekan und Kustos am Ritterstift Bruchsal, sowie Propst des Stiftes St. German in Speyer, das in der Kirche St. Moritz residierte.
Sein Nachfolger als Speyerer Domdekan wurde Hermann Lothar von Auwach.

## Familie
Johann Heinrich von Gysenberg hatte noch 3 Brüder, die ebenfalls Domherren waren und daher unverheiratet blieben. Roser Christopher von Gysenberg amtierte als Domkapitular in Osnabrück, Johann Franz von Gysenberg als dortiger Domscholaster. Adolf Robert Arnold von Gysenberg wurde 1675 Domherr in Hildesheim. Er starb 1725 als letzter männlicher Spross der Familie und vermachte deren Güter an seinen Großneffen (Sohn seiner Nichte) Joseph Clemens August Maria von Westerholt, mit der Auflage zusätzlich auch den Namen Gysenberg zu führen. Dies war schon 1714 durch die geistlichen Gebrüder von Gysenberg so bestimmt worden, als ihre Nichte Maria Agnes Freiin von Ketteler zu Sythen, die Tochter ihrer Schwester Maria Elisabeth Franzeline Freiin von und zu Gysenberg, den Adeligen Ferdinand Otto von Westerholt heiratete.
Die Familie nannte sich von dieser Zeit an Westerholt-Gysenberg. Joseph Clemens August Marias Enkel Maximilian Friedrich Graf von und zu Westerholt-Gysenberg (1772–1854) heiratete Friederike von Bretzenheim (1771–1816), eine natürliche Tochter des Kurfürsten Carl Theodor, seine Schwester Maria Anna Wilhelmine von und zu Westerholt-Gysenberg (1773–1852) war eine Jugendliebe Beethovens.

## Wappen
Das Wappen der Familie zeigt drei schwarze Vögel, in Reihe nebeneinander sitzend, auf goldenem Grund.